# VKV City Racing Rotterdam

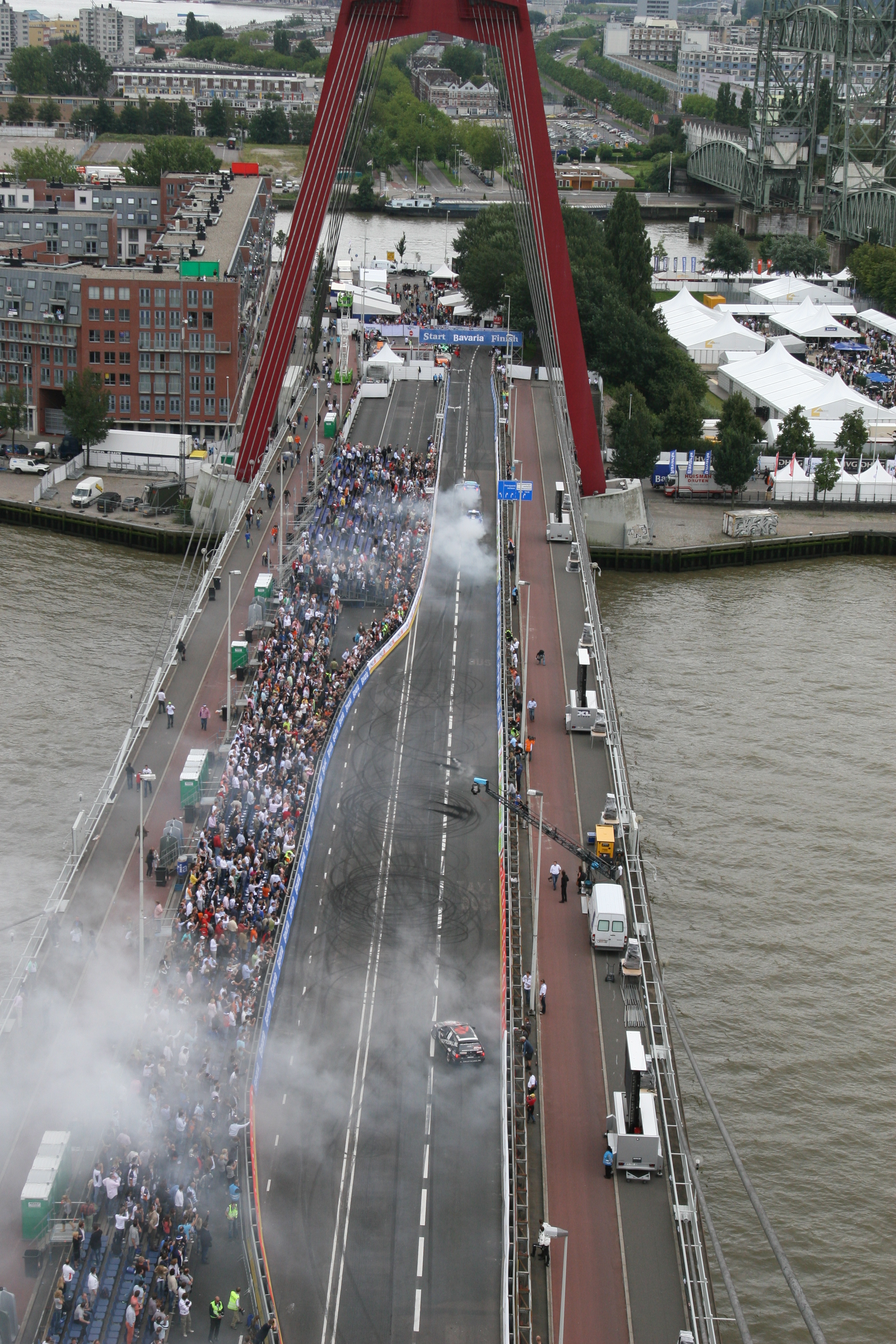
De Bavaria City Racing in 2007.

VKV City Racing Rotterdam is een Formule 1-demonstratie en parade van internationale raceauto's en coureurs uit de hoogste raceklasses.
De initiatiefnemers Robert Heilbron en Herman Vaanholt startten in 2005 dit evenement onder de naam Monaco aan de Maas. Dat jaar vond het op 7 augustus plaats in Rotterdam. Het was erg moeilijk om sponsors te vinden, maar in 2006 wisten ze Bavaria voor drie jaar als hoofdsponsor aan het evenement te verbinden. Dit leidde tot de naamswijziging in Bavaria City Racing, maar die vond tevens plaats om in de toekomst ook mogelijk te maken in een andere stad het evenement te kunnen organiseren.

## City Racing Rotterdam

### 2005
In 2005 vond de eerste editie plaats van wat toen nog Monaco aan de Maas heette. In het teken van Rotterdam Durft en Rotterdam als Europese Sporthoofdstad werd het evenement georganiseerd op zondag 7 augustus 2005 . Deelnemers waren onder anderen de Nederlanders Robert Doornbos, Christijan Albers en Ho-Pin Tung.

### 2006
Na het succes van Monaco aan de Maas is Bavaria aangetrokken als hoofdsponsor en tevens naamgever van het evenement. Het evenement is in 2006 omgedoopt tot Bavaria City Racing en met Bavaria als belangrijke partner is het ‘City Racing-concept’ verder uitgebreid. Het evenement vond plaats op zondag 20 augustus. Met onder andere voormalig F1-coureur Nico Rosberg trok het evenement ongeveer 450.000 bezoekers. Minister-President Jan-Peter Balkenende en voormalig burgemeester van Rotterdam Ivo Opstelten trotseerden de regenval en openden het evenement.
Naast Bavaria City Racing is in 2006 voor het eerst het Burning Rubber Gala georganiseerd waar de ‘Glitter & Glamour’ van de Formule 1 centraal staat. Traditioneel vindt het Gala op de zaterdagavond voorafgaande aan City Racing plaats op een unieke locatie in Rotterdam.

### 2007
In 2007 is het concept verder uitgebreid met ING RaceSalon in Ahoy Rotterdam. Samen met Ahoy Rotterdam organiseerde Rotterdam Racing op de vrijdag en zaterdag voor Bavaria City Racing een grote overdekte paddock. ING RaceSalon is een autosportbeurs waar interactiviteit met de bezoekers centraal staat. Met steun van ING werd het team van ING Renault F1 aangetrokken met Nelson Piquet en Heikki Kovalainen.

### 2008
In Rotterdam waren voor het eerst drie Formule 1-teams aanwezig met Force India, ING Renault F1 en Toyota F1. Grote namen als Jarno Trulli en Giancarlo Fisichella waren hierbij aanwezig. Het evenement werd verkozen tot beste stadspromotie evenement in de categorie sport.

### 2009
In 2009 vierde City Racing het 5-jarig jubileum. Met onder andere David Coulthard en voormalig Formule 1-wereldkampioen Fernando Alonso. Het evenement trok 550.000 bezoekers. Naast de Formule 1 waren onder andere ook de WRC en Dakar aanwezig tijdens de drukste editie ooit.

### 2010
2010 kende het breedste programma tot nog toe. Aangevoerd door het Renault F1-team met de Russische coureur Vitaly Petrov was het stadcircuit gevuld met bolides uit de Indycar, Formule 2, Superleague Formula, Dakar en als speciale attractie de Superbikes. Grote verrassing voor het publiek waren Christijan Albers en Robert Doornbos met de Minardi F1 .

### 2011
Op 21 augustus 2011 vond de drukste editie tot dan aan toe plaats, er waren ruim 600.000 bezoekers. Ferrari F1 met Marc Gené was met zijn Ferrari F1 de top attractie van het evenment. Ook Mercedes GP was in Rotterdam met Sam Bird. Robert Doornbos reed in de Minardi F1 2-seater. Hiernaast waren er kinderkarts, klassieke Porsches Mille Miglia,DAF Racing Legends, Formule E en Historische F1 onder andere de deelnemers.  Het parcours was hetzelfde als voorgaande jaren.

### 2012
Op 26 augustus 2012 vond het evenement plaats zonder hoofdsponsor. De naam veranderde in City Racing. Mercedes GP kwam met Nico Rosberg en Caterham F1 kwam met Giedo van der Garde. Drifters deden een unieke persstunt door op 24 Augustus te driften op een ponton in de Maas. Hiernaast waren er historische F1, Saker, Alpine,Nuna 6 en Formula Zero Championship.

### 2013
Op 18 augustus 2013 vond de editie plaats die alleen werd georganiseerd door Robert Heilbron, die de nieuwe hoofdsponsor de VKV (Van Kerkhof & Visscher) Groep binnenbracht. Het evenement werd georganiseerd onder de naam VKVCityRacing. Giedo van der Garde was er met Caterham F1. Jos Verstappen was in zijn oude A1GP samen met zijn zoon Max Verstappen, die in zijn kart reed. Dit jaar werd ook CitySchools geïntroduceerd, een kijkje achter de schermen van de techniek. De wereldpremière van de film Rush was op 17 augustus in Rotterdam en onderdeel van het programma.

### 2014
Op 31 augustus vond de tiende editie plaats welke werd georganiseerd door Robert Heilbron. Ook dit jaar was VKV de hoofdsponsor. Jos Verstappen was directeur sport. Max Verstappen reed tijdens deze editie voor het eerst voor het grote publiek in zijn Toro Rosso Formule 1 auto. Ook was Ferrari F1 aanwezig met coureur Kimi Räikkönen. Er vond op de avond ervoor een feest plaats waar Max Verstappen zijn eerste meters reed en in stijl, gekleed in black tie, uit zijn bolide stapte.
In 2015, 2016 en 2017 was er geen City Racing. In 2015 en 2016 niet wegens gebrek aan sponsoren en in 2017 niet omdat vanwege de geplande afsluiting van de Maastunnel in dat jaar de Willemsbrug en de Erasmusbrug vrij moesten blijven voor het gewone verkeer en dus niet opgenomen konden worden in het parcours van de race. In 2018 hoopt men weer een City Racing te kunnen organiseren.

## City Racing in andere steden
Sinds de eerste editie hebben verschillende wereldsteden interesse getoond in het City Racing-concept. Uitbreiding is echter beperkt gebleven tot Rusland. Op 13 juli 2008 vond de eerste editie plaats van Moscow City Racing. Formule 1-bolides op het Rode Plein en langs het Kremlin. Robert Heilbron van Rotterdam Racing organiseerde deze eerste editie, die de grootste manifestatie van F1 was in Rusland tot dan toe, samen met Independent media's Derk Sauer. Het parcours van 4,6 km liep onder meer langs de Basiliuskathedraal en over het Rode Plein. Deelnemende teams van waren onder andere Red Bull en Williams.